# ファヴェル・リー・モーティマー

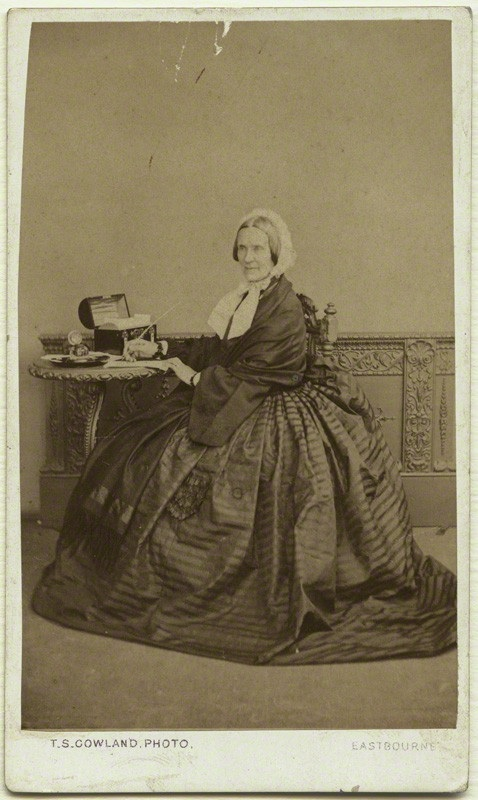
ファヴェル・リー・モーティマー

広くモーティマー夫人（Mrs. Mortimer）として知られたファヴェル・リー・モーティマー（Favell Lee Mortimer）、旧姓ではファヴェル・リー・ベヴァン（Favell Lee Bevan, 1802年7月14日 - 1878年8月22日）は、ヴィクトリア朝イギリスの福音派児童文学作家。

## 生涯
ロンドンのラッセル・スクウェアで、母ファヴェル・バーク・リー（Favell Bourke Lee, 1780年 – 1841年）と、バークレイズ銀行の共同創設者のひとりであった父デヴィッド・ベヴァン（David Bevan, 1774年 - 1846年）の間に、8人兄弟の3番目として生まれた。ファヴェルが6歳のときに、一家はロンドンの北東の郊外であったウォルサムストウ(Walthamstow)のヘイル・エンド(Hale End)に転居したが、ここで母は、ジョージ・コリソン(George Collison)牧師と、一家の家庭教師クララ・クレア(Clara Claire)から、福音派の強い影響を受けた。ファヴェルが20歳のとき、一家はロンドン中心部に戻ってアッパー・ハーレー・ストリート(Upper Harley Street)に居を構え、大いに社交を楽しみ、父はロンドン北部の郊外イースト・バーネット(East Barnet)に屋敷を買って、それをベルモント(Belmont)と名付けた。この屋敷で1831年に、ファヴェルは、弟ロバートのハロウ校以来の友人だったヘンリー・マニング(Henry Manning)（後のカトリック枢機卿）と知り合った。マニングはファヴェルより6歳年下だったが、ふたりは宗教的問題への強い関心を共有しはじめた。やがて1832年5月にファヴェルの母がふたりを遠ざけ、恋愛らしきものがふたりの間にあったとしても、父の死後の1847年まで、ふたりの関係は途絶えた。マニングは両親を失ったファヴェルに弔意を表した上で、彼女に寄せた自分の手紙全部を、自分のもとにあるファヴェルの手紙と交換することを申し出た。ベヴァン家の伝記を書いたオードリー・ギャンブル(Audrey Gamble)の記述によれば、ファヴェル・モーティマーは、ヘンリー・マニングの人生において重要な影響を与えた3人の女性のひとりであったと、マニングの伝記作家が記しているという。
1841年、39歳のファヴェルは、 ロンドンのグレイズ・イン・レーン(Gray's Inn Lane)のEpiscopal Chapelで、人気のある説教師として主任牧師を務めていたトマス・モーティマー牧師(the Reverend Thomas Mortimer)と結婚した。モーティマー師は先妻を亡くしており2人の娘がいたが、上の娘は幼くして亡くなり、下の娘は深刻な抑うつ状態になって家族から長期間離れなければならないことが多く、ファヴェルにも多くの苦悩を与えた。モーティマー師は、後にシュロップシャー州ブローズリー(Broseley)の教区牧師(vicar)となった。ファヴェルの伝記を書いた姪は、1850年にモーティマー師が亡くなるまで続いたこの結婚が、幸福なものであったとしている。しかし、ファヴェルの甥エドウィン・ベヴァン(Edwyn Bevan)は、ファヴェルの処女作にして最も広く読まれた『夜明けに (Peep of Day)』出版100周年に際して『タイムズ』紙に寄せた文章で、トマス・モーティマーには暴力的な気質があり、ファヴェルに残酷な仕打ちをすることもあったことを示唆している。この結婚からは子どもが生まれなかったが、夫妻は1848年ころに神学校の生徒だったレスブリッジ・ムーア(Lethbridge Moore)を養子を迎えた。レスブリッジは、後にノーフォーク州クローマー(Cromer)に近いラントン(Runton)の教区牧師となり、夫モーティマー師の死去後、モーティマー夫人はまずロンドン北西部の郊外ヘンドン(Hendon)へ転居し、次いでノーフォーク州に移って、何人もの孤児たちに教育の機会を与え、職業に就くまで育て上げた。モーティマー夫人は友人や親類を訪問するため広く国内各地を旅行したが、晩年には一連の発作に見舞われて徐々に衰弱し、最期はラントンで家族や友人たちに見守られて亡くなった。
結婚前のファヴェル・リー・ベヴァンは、ウィルトシャー州フォスベリー(Fosbury)の父の屋敷でも、イースト・バーネットの屋敷でも、小さな子どもたちの宗教的教育の面倒を見ていたが、そうした経験から教育的な著作を書くことに関心をもつようになっていった。彼女は、子どもに字の読み方を教えるために、伝統的なホーンブック(hornbook)ではなく、フラッシュカード(flashcard)の原型となるようなカードを用いる独自の方法を開発した。彼女の教授法に関する文章は、後に編集されて、『夜明けに (Peep of Day)』や『涙とさようなら—簡単にできる読み方 (Reading without Tears)』などの著作に収録された。トッド・プルーザン(Todd Pruzan)によれば、「19世紀の大半の時期において、モーティマー夫人は母国イングランドでも国外でも、その著作に感銘を受けた読者たちにとって一種の文学上のスーパースターであった 。」という。とりわけ処女作『夜明けに』は大人気を博し、原典版だけで50万部以上が売れた。英語では多数の異版が出版され、さらにReligious Tract Societyによって37言語に翻訳され、出版された。1950年3月4日号の『ザ・ニューヨーカー』誌に寄稿したモーティマー夫人の大姪ロザリンド・コンスタブル(Rosalind Constable)は、子どもたちに、その罪と魂の救済を拒むことによって落ちてしまう、地獄の苦しみについて印象づけなければならない、とする大伯母の信念に言及し、この本を「かつて書かれた中で、最もあからさまにサディスティックな児童書のひとつ」と評している。
多くの女流作家の作品がそうであったように、モーティマー夫人の本も、当初は匿名で出版され、作者は「『夜明け』の作家による」などと紹介された。モーティマー夫人は生涯に2回しか母国イングランドの国外を旅行したことはなかったが、他の国々や異文化の紹介に力を注いだのは皮肉であったといえよう。モーティマー夫人は、ノーフォーク州ラントンで死去し、アッパー・シェリンガム(Upper Sheringham)の教会墓地に埋葬された。小さな子どもたちのために宗教的理念を単純化して教えるモーティマー夫人の手法は、同時代においても一部から批判を浴びた。現代の読者にとっては、モーティマー夫人の敬神的な姿勢は、受け入れ難かったり、面白おかしく感じることであろうし、彼女が描いてみせた他文化の姿は、不愉快なステレオタイプによって悪意に満ちたものと映ることであろう。しかし、19世紀の児童文学を研究する者にとっては、モーティマー夫人のテキストは学ぶべきところが多い。

## 著作
邦題は、プリュザン編（三辺律子訳）(2007)に従った。
- The peep of day, or, A series of the earliest religious instruction the infant mind is capable of receiving (1836) - 『夜明けに—幼い子どもにも理解できる最初の信仰の手引き』
- Line upon Line (1837) - 『一行一行』
- More about Jesus (1839)
- Near Home, or, The Countries of Europe Described (1849) - 『ヨーロッパの国々』
- Far Off (1849) - 『かなたの国々　第一部　アジア・オーストラリア編』
- Asia and Australia Described (1849)
- Far Off, Part II (1852) - 『かなたの国々　第二部　アフリカ・アメリカ編』
- Africa and America Described (1854)
- Reading without Tears (1857) - 『涙とさようなら—簡単にできる読み方』

日本語では、「地誌三部作」（『ヨーロッパの国々』『かなたの国々　第一部　アジア・オーストラリア編』『かなたの国々　第二部　アフリカ・アメリカ編』）からの抜粋をトッド・プリュザン(Todd Pruzan)が編集した『The Clumsiest People in Europe: Or, Mrs. Mortimer's Bad-tempered Guide to the Victorian World』の翻訳が出版されている。
- トッド・プリュザン 編（三辺律子訳）(2007)『モーティマー夫人の不機嫌な世界地誌 可笑しな可笑しな万国ガイド』バジリコ，297ps．